# پولسکی فیات ۱۲۵
پولسکی فیات ۱۲۵ (Polski Fiat 125p) خودرویی است که در سال‌های ۱۹۶۷ تا ۱۹۹۱تولید شده‌است. طول آن در حالت طبیعی ۴٬۲۳۰ میلیمتر (۱۶۶٫۵ اینچ)، عرض آن در حالت طبیعی ۱٬۶۲۵ میلیمتر (۶۴٫۰ اینچ) و ارتفاع آن در حالت طبیعی ۱٬۴۴۰ میلیمتر (۵۶٫۷ اینچ) و وزن آن در حالت طبیعی ۹۷۰ کیلوگرم (۲٬۱۳۸ پوند) است. سیستم جعبه‌دندهٔ آن ۵ دنده به صورت دستی است.